# Морбидитет
Морбидитет је у демографском смислу, апсолутни или релативни број обољења у одређеној групи за одређени период. На основу тога могуће је пратити ток одређених појава као што је на пример смртност деце, дужина трајања живота и сл.